# Goran Nikolić
Pour les articles homonymes, voir Goran Nikolić (économiste serbe) et Nikolić.
Goran Nikolić (en monténégrin : Горан Николић), né le 1er juillet 1976 à Nikšić, dans la République socialiste du Monténégro, est un joueur monténégrin de basket-ball, évoluant au poste d'ailier fort.